# Sam Hardy (football)
Pour les articles homonymes, voir Sam Hardy et Hardy.
Sam Hardy, né le 26 août 1883 à Chesterfield (Angleterre), mort le 24 octobre 1966 à Chesterfield (Angleterre), était un footballeur anglais, qui évoluait au poste de gardien de but à Liverpool et en équipe d'Angleterre.
Hardy n'a marqué aucun but lors de ses vingt-et-une sélections avec l'équipe d'Angleterre entre 1907 et 1920. 

## Carrière
- 1903-1905 : Chesterfield
- 1905-1912 : Liverpool
- 1912-1921 : Aston Villa
- 1921-1925 : Nottingham Forest

## Palmarès

### En équipe nationale
- 21 sélections et 0 but avec l'équipe d'Angleterre entre 1907 et 1920.

### Avec Liverpool
- Vainqueur du Championnat d'Angleterre de football en 1906.

### Avec Aston Villa
- Vainqueur de la Coupe d'Angleterre de football en 1913 et 1920.

### Avec Nottingham Forest
- Vainqueur du Championnat d'Angleterre de football D2 en 1922.